# 島田順司
島田 順司（しまだ じゅんし、1938年8月12日 - ）は、日本の俳優。本名同じ。
兵庫県出身。兵庫県立芦屋高等学校卒業。オフィス斉藤に所属していた。

## 人物
関西新劇界の名門劇団である関西芸術座演劇研究所を卒業後、正式座員になった後に退座して上京。東京芸術座に所属。
1965年、NET（現・テレビ朝日）のテレビ時代劇『新選組血風録』の沖田総司役で本格デビュー。同ドラマのヒットにより、栗塚旭演じる土方歳三とともに人気を博した。
『新選組血風録』終了後も、『俺は用心棒』（1967年）、『燃えよ剣』（1970年）でも沖田を演じるなど時代劇を中心に活躍。
1988年から『はぐれ刑事純情派』 （テレビ朝日）で、藤田まこと演じる安浦刑事が所属する警視庁山手中央警察署の刑事課長・川辺精一役で、シリーズ18年間の全作品にレギュラー出演。川辺課長のキャラクターについて、捜査には役に立たないことで、視聴者からは憎めなく面白い存在であることを心がけていた。また、川辺が劇中でかけていた眼鏡は、役のイメージに合わせて毎回選んでいた。
2004年に放映された『新選組！』では、三谷の推薦で沖田が晩年に療養した植木屋平五郎役で出演した。
長きにわたって活躍してきた俳優であるが、家族などプライベートに関しては明らかにしていない。

## 出演

### テレビドラマ
- 新選組血風録 （1965年 - 1966年、NET / 東映） - 沖田総司
- 大河ドラマ （NHK）
  - 源義経 （1966年） - 宇野家の侍
  - 春の坂道 （1971年） - 木村重成
  - 花神 （1977年） - 伊豆倉貞次郎
  - 信長 KING OF ZIPANGU （1992年） - 日比屋了珪
  - 新選組！ （2004年） - 植木屋平五郎
- われら九人の戦鬼 （1966年、NET / 東映） - 奈良城義太郎 / 奈良城義晴 / 奈良城義胤[注釈 2]
- 七人の刑事 第275話「動物の時間」 （1967年、TBS）
- 用心棒シリーズ （NET / 東映）
  - 俺は用心棒 （1967年） - 沖田総司
  - 待っていた用心棒 （1968年） - 捨て犬
  - 帰って来た用心棒 （1968年 - 1969年） - 田島次郎
  - 用心棒シリーズ 俺は用心棒 （1969年） - 田島次郎
- あゝ同期の桜 第2話「青春」 （1967年、NET / 東映）
- 武田信玄 （1966年） - 織田信長
- NHK劇場 （NHK）
  - 異邦人ステラ （1967年）
  - ちんでん （1968年）
- 三匹の侍 第5シリーズ 第9話「鶴之助参る」 （1967年、フジテレビ） - 五ツ木重蔵
- 素浪人 月影兵庫 （NET / 東映）
  - 第2シリーズ 第3話「白刃が待っていた」 （1967年） - 清吉
  - 第2シリーズ 第46話「島破りが帰ってきた」 （1967年）
- 天を斬る （1969年 - 1970年、NET / 東映） - 桜井四郎
- 燃えよ剣 （1970年、NET / 東映） - 沖田総司
- 大坂城の女 第33-36、39話 （1970年、KTV / 東映） - 大野治長
- 大忠臣蔵 第9、11、19、21-22、28-29、32、34、39、43、48、50-52話 （1971年、NET / 三船プロ） - 茅野和助
- 徳川おんな絵巻 第49話「悪魔の城」・第50話「霧の夜の恐怖」 （1971年、KTV / 東映） - 佐田平四郎
- 清水次郎長 第26話「無法暴れ馬」 （1971年、フジテレビ / 東映） - 風祭の五郎次
- 青空浪人 第10話「大江戸みだれ雪」 （1971年、NTV / ユニオン映画） - 平野数馬
- 大岡越前 （TBS / C.A.L）
  - 第2部 第25話「おとし穴」 （1971年11月1日） - 田所精一郎
  - 第8部 第12話「情は人の為ならず」 （1984年10月8日） - 幸助
- 江戸巷談 花の日本橋 第16話「お雪一番手柄」 （1972年、CX / 東映） - 北条吉之進
- 荒野の素浪人 （NET / 三船プロ） 
  - 第1シリーズ 第2話「奪回 佐渡無宿人」 （1972年） - 梶新之助
  - 第1シリーズ 第15話「乱闘 銀山白鳳峡」 （1972年） - 半次
  - 第1シリーズ 第44話「潜入 魔の樹海」 （1972年） - 本多弥一郎
- 銭形平次 （フジテレビ / 東映）
  - 第336話「平次対用心棒」 （1972年） - 金次郎
  - 第527話「八丁堀異変」 （1976年） - 稲垣右源太
  - 第648話「一握りの夢」 （1978年） - 健助
  - 第664話「去りゆく人々」 （1979年） - 牟藤彦太
- お祭り銀次捕物帳 第15話「鬼勘の黒い罠」 （1972年、CX / 東映） - 常吉
- 長谷川伸シリーズ 第4話「中山七里」 （1972年、NET / 東映） - 徳之助
- 遠山の金さん捕物帳 第130話「闇に咲く女」 （1972年、NET / 東映）
- 水戸黄門 （TBS / C.A.L）
  - 第4部 第5話「黒いひげの黄門さま -長岡-」 （1973年2月19日） - 三之助
  - 第8部 第15話「殺しを誘う薪能 -和歌山-」 （1977年10月24日） - 直吉
  - 第31部 第16話「刀が教えた賢兄愚弟 -岡山-」 （2002年2月10日） - 美好時定
  - 第35部 第15話「波瀾万丈！お娟の休日 -飫肥-」 （2005年1月30日） - 林周庵
  - 第39部 第18話「金では買えぬ母の愛！-岩国-」 （2009年2月23日） - 加納玄之丞
- 隼人が来る （1973年、CX/東映） - 城所数馬
- 新選組 （1973年、CX/東映） - 中村半三郎
- ライオン奥様劇場 女の坂道 （1973年、フジテレビ / NMC） - 浄海
- 必殺シリーズ （朝日放送 / 松竹）
  - 必殺仕掛人 第28話「地獄へ送れ狂った血」 （1973年） - 石川友五郎
  - 助け人走る 第17話「探索大成功」 （1974年） - 兼吉
  - 必殺仕業人 第16話「あんたこの無法をどう思う」 （1976年） - 幸吉
  - 新・必殺仕置人 第38話「迷信無用」 （1977年） - 久蔵
  - 江戸プロフェッショナル 必殺商売人 第6話「手折られ花は怨み花」（1978年） - 伊平
  - 必殺仕事人V 第23話「加代、五千両の金塊を拾う」 （1985年） - 田倉勘助
  - 必殺仕事人V・激闘編
    - 第2話「大仕事！大名殺し」 （1985年） - 久坂長勝
    - 第33話「主水、裏ワザで勝負する」 （1986年） - 天満屋宗兵ヱ

  - 新春仕事人スペシャル 必殺忠臣蔵 （1987年） - 早水藤左衛門
  - 必殺仕事人V・旋風編 第13話「主水、ネズミ取りにかかる」 （1987年） - 雲州斎可楽
  - 必殺仕事人V・風雲龍虎編 第19話「主水ひとりぼっち」 （1987年） - 雲龍
  - 必殺ワイド・新春 久しぶり！主水、夢の初仕事 悪人チェック!! （1988年） - 大津監督
  - 必殺スペシャル・新春 決定版！大奥、春日野局の秘密 主水、露天風呂で初仕事 （1989年） - 望月一学
  - 必殺スペシャル・秋 仕事人vs仕事人 徳川内閣大ゆれ！主水にマドンナ （1989年） - 元締
  - 必殺仕事人・激突！ 第18話「主水、釣り友だちの恨みを晴らす」 （1992年） - 片山惣十郎
- 旅人異三郎 第6話「復讐の鬼が舞い戻った」 （12ch / 三船プロ） - 清次
- 旗本退屈男 第14話「人情初雪小路」 （1974年、NET / 東映）
- いただき勘兵衛 旅を行く 第20話「仮寝の夢に泣いたとさ」 （1974年、NET / 東映） - 田宮文之進
- 大江戸捜査網 （12ch / 三船プロ）
  - 第126話「十手と十字架」 （1974年） - 鬼吉
  - 第135話「男の涙」 （1974年） - 鶴吉
  - 第247話「血塗られた兄弟の契り」 （1976年） - 永井真一郎
  - 第299話「牢破り！命の絶唱」 （1977年） - 伊之吉
  - 第325話「笹笛に泣く女の悲哀」 （1978年） - 巳之吉
  - 第341話「姿なき闇の仕掛人」 （1978年） - 榊玄斎
  - 第394話「暴れ十手捨て身の恩返し」 （1979年） - 浅野要之進
  - 第442話「決死の御金蔵破り」 （1980年） - 高柳新之助
- 江戸を斬るシリーズ（TBS / C.A.L）
  - 江戸を斬る 梓右近隠密帳 第23話「浪人無惨」 （1974年） - 前田栄之進
  - 江戸を斬るVI 第6話「女辻斬り紫頭巾」 （1981年） - 塚本源七郎
- ザ・ボディガード 第1話「夕焼けの暗殺者」 （1974年、NET / 東映） - 中田保
- 大久保彦左衛門第18話「烏帽子親の月」 （1974年、関西テレビ） - 中島左内
- 影同心シリーズ（MBS / 東映）
  - 影同心 第15話「三三九度の殺し節」 （1975年） - 伊之助
  - 影同心II 第4話「風にりんどう小紫」 （1975年） - 韋駄天の半次 / 直次[注釈 3]
- 伝七捕物帳 （NTV）
  - 第80話「むすぶ情の夫婦そば」（1975年） - 政七
  - 第95話「人情むらさきのれん」（1976年）- 佐吉
  - 第141話「懺悔に咲いた父娘舟」（1977年）- 吉松
- 遠山の金さん 第1シリーズ（NET / 東映）
  - 第7話「その錠を破れ!」 （1975年） - 信吉
  - 第47話「奉納絵馬 呪いの祝い唄」（1976年）- 弥助
  - 第86話「逆恨み」 （1977年）- 桝鍵屋主人 清兵衛
- 破れ傘刀舟 悪人狩り（NET / 三船プロ）
  - 第70話「死を運ぶ男」 （1976年） - 立花四郎太
  - 第92話「狙われた女」 （1976年） - 倉之助
- 隠し目付参上 第20話「怪談 お化けの皮は何枚か」 （1976年、MBS / 三船プロ） - 後藤光正
- 超神ビビューン 第30話「少年剣士が石になる？呪いの町道場」 （1977年、NET / 東映） - 北村先生
- 破れ奉行 第9話「暗黒街のふたり」（1977年、ANB / 中村プロ） - 伝次
- 若さま侍捕物帳 第1話「命ごま参上!!」 （1978年、ANB / 国際放映） - 市子登
- 吉宗評判記　暴れん坊将軍 （EX / 東映）
  - 第28話「明日に咲いた影の花」 （1978年） - 小沼
  - 第90話「奮戦！辰五郎先生」 （1979年） - 江本平八郎（江崎平之助）
- 新五捕物帳 （NTV / ユニオン映画）
  - 第23話「日陰に咲いた花だった」 （1978年） - 弥助
  - 第48話「七日目の自訴」 （1978年） - 青沼俊之助
  - 第79話「涙の兄妹人形」 （1979年） - 弥助
  - 第100話「風車の唄」 （1980年） - 佐吉
  - 第183話「哀れ駒形親子唄」 （1982年） - 文蔵
- 同心部屋御用帳 江戸の旋風III第45話「はぐれ鳥の子守唄」 （1978年、CX / 東宝） - 太一郎
- 半七捕物帳 第18話「金の蝋燭」 （1979年、ANB / 歌舞伎座テレビ） - 井戸章八
- 大捜査線 第19話「果たされた約束」（1980年、CX / ユニオン映画）
- そば屋梅吉捕物帳 第20話「闇に笑うけしの花」 （1980年、12ch / 国際放映） - 宮本由乃進
- 鬼平犯科帳‘80第20話「掻堀のおけい」 （1980年、EX / 東宝） - 玉屋茂兵衛
- 長七郎天下ご免! （ANB）
  - 第10話「浮かれて泣いた大漁節」（1980年） - 内藤隼人正
  - 第55話「江戸一番!土くれ剣法」（1980年） - 伊藤孫兵衛
- 特捜最前線 （ANB / 東映）
  - 第265話「遠い炎の記憶！」 （1982年） - 岩倉
  - 第489話「連続誘拐・心臓移植の少女！」 （1986年） - 西村
- スーパー戦隊シリーズ（ANB / 東映）
  - 科学戦隊ダイナマン （1983年 - 1984年） - 夢野久太郎
  - 超獣戦隊ライブマン 第27話「娘よ、ギガ計画を射て！」 （1988年） - 岬与一郎
- 大奥 第48話「悲恋の皇女和宮」・第49話「江戸城のおさな妻」 （1984年、KTV / 東映） - 岩倉具視
- 時代劇スペシャル / 松本清張の西海道談綺 （1983年、TNC / CX / 国際放映） - 浜島孝介
- 乾いて候  （1984年、CX / 東映） - 筆頭家老 水野和泉守忠之
- 長七郎江戸日記 （日本テレビ / ユニオン映画）
  - 第1シリーズ
    - 第33話「影討ち」（1984年） - 浅尾清之助
    - 第63話「おふくろさんよ…」（1985年） - 佐藤旬斉
    - 第95話「鶴の恩返し」（1986年） - 大谷
    - 第114話「なまくら新兵衛」（1986年） - 高森和馬

  - 第3シリーズ 第7話「死神をぶっ飛ばせ！」（1990年） - 青木玄徳
- 太陽にほえろ！ 第632話「恐ろしい」 （1985年、NTV / 東宝） - 七曲署交通課捜査員
- はぐれ刑事純情派 （1988年 - 2009年、ANB / 東映） - 刑事課長・川辺精一警部
- おふくろシリーズ 第5作「おふくろに脱帽」 （1989年、CX / 東映） - 編集長
- 八百八町夢日記スペシャル 一千両の大勝負 （1989年、AX / ユニオン映画） - 善七
- 京都サスペンス / 霊山の舞扇 （1989年、KTV / 東映）
- 重役室午前0時 （1989年、TBS / 国際放映） - 蒲田支店長・樋口
- 藤田まことの丹下左膳 （1990年、EX / 東映）- 安兵衛
- 将軍家光忍び旅第21話「瞼の父・お蔦涙の再会」 （1991年、EX / 東映） - 工藤三郎
- 火曜サスペンス劇場 （NTV）
  - 女動物医事件簿2 炎を吐いた猫 （1991年、東映）
  - 女動物医事件簿3 人見知りする犬 （1991年、東映）
  - 犯罪心理分析官ファイナル （1991年、東映） - 広瀬勉
  - 女の家 三人の女は自分の家が欲しかった （2002年）
  - 街の医者・神山治郎6 整形依存の女 （2004年） - 多田院長
  - 監察医・室生亜季子35 墜転落死 （2004年） - 久留島教授
- はぐれ医者・お命預かります！ 女を愛し悪を斬る世直し殺法 （1993年、EX/東映）
- 土曜ワイド劇場 （ANB / ABC）
  - 山村美紗サスペンス 受験戦争殺人時代 （1994年）
  - 旅役者 葵長五郎 殺意のめぐり逢い （1995年）
  - エステサロン白い肌殺人事件1 婚約者二重心中の謎！ （1997年）
  - 保護司 夏目清一 父親殺し！ （1999年）
  - 100の資格を持つ女〜ふたりのバツイチ殺人捜査〜1 （2008年、ABC）
  - 広域警察 （2010年、ABC） - 奈良中央署刑事課長・渡部正人警部
- 影武者 織田信長 （1996年、ANB / 東映） - 溝尾勝兵衛
- 編笠十兵衛第7話「暗闘！赤穂浪士狩り」 （1997年、TX /松竹）
- 赤ひげ （1997年、EX / 東映） - 治兵衛
- 剣客商売 （CX / 松竹）
  - 第1 - 第3シリーズ （1998 - 2001年） - 小川宗哲
  - 第1シリーズ 第9話「天魔」 （1998年） - 笹目圧平
- 世直し順庵！人情剣 （2005年、EX / 東映） - 長谷部総十郎
- 水曜ミステリー9 （TX / BSジャパン）
  - 鉄道警察官・清村公三郎3「黒部渓谷トロッコツアー殺人事件」 （2006年） - 奥寺健助
  - 森村誠一サスペンス 刑事の証明4「誇り〜宝石強盗殺人！ 正義の殉職!? 復讐を誓う黙祷の美女の正体を暴け」 （2012年） - 篠原篤男
- 金曜プレステージ / ドクター小石の事件カルテ3 毒薬 （2006年、CX / オセロット） - 鮎沢弁護士
- ロング・ウェディングロード！〜東京VS大阪ワケアリ婚物語 （2007年、TBS）- 竹さん
- 吉原炎上 （2007年、EX / 東映）
- 佐々木夫妻の仁義なき戦い 第7話「まさかの妊娠慰謝料何と一億円!?」 （2008年、TBS） - 調停員
- 水曜シアター9 / 芸者小春姐さん奮闘記6 （2009年7月8日、TX） - 田村警部
- だましゑ歌麿 （EX） - 与力・佐野
  - だましゑ歌麿（2009年9月12日）
  - だましゑ歌麿III（2013年7月27日）
  - だましゑ歌麿IV（2014年9月6日）
- 京都地検の女 第6シリーズ 第6話「食材のパズル！重なる2つの遺体の謎!!」 （2010年11月18日、EX / 東映） - 坂上崇之
- 月曜ゴールデン （TBS）
  - 警視庁心理捜査官・明日香 （2011年2月28日） - 丹下
  - 警視庁心理捜査官・明日香3 （2013年1月7日） - 角田文造
  - 上条麗子の事件推理7 死を呼ぶ越中富山の湯 （2013年8月19日） - 森下彫刻店社長
- ぼんくら2（2015年10月 - 12月、NHK） - 幸兵衛（差配人）

### 映画
- 沈黙 SILENCE （1971年、東宝） - 仮牢役人
- はだしのゲン （1976年、現代ぷろだくしょん） - 朴
- 大空のサムライ （1976年、東宝） - 半田飛曹長 役[4]
- 竹山ひとり旅 （1977年、独立映画センター） - 山岸先生 役
- 科学戦隊ダイナマン （1983年、東映） - 夢野久太郎 役
- 男はつらいよ 寅次郎恋愛塾 （1985年、松竹） - 印刷会社の面接官
- はぐれ刑事純情派 （1989年、東映） - 川辺精一刑事課長 役
- 苦い蜜 〜消えたレコード〜 （2010年、アステア） - 佐藤
- 歌うヒットマン! （2010年、バンブーピクチャーズ）
- ブルーバレンタイン2 隠されたペンダントの秘密 （2011年） - 天王寺亘 役
- ぬくもりの内側（2023年 厚生労働省推薦、イオンエンターテイメント） - 森本功 役

### 映画（吹替）
- ジャワの東 （1969年） - マクシミリアン・シェルの吹替え

### 著書
- わが青春の沖田総司（1977年4月、新人物往来社）